# Целий Седулий

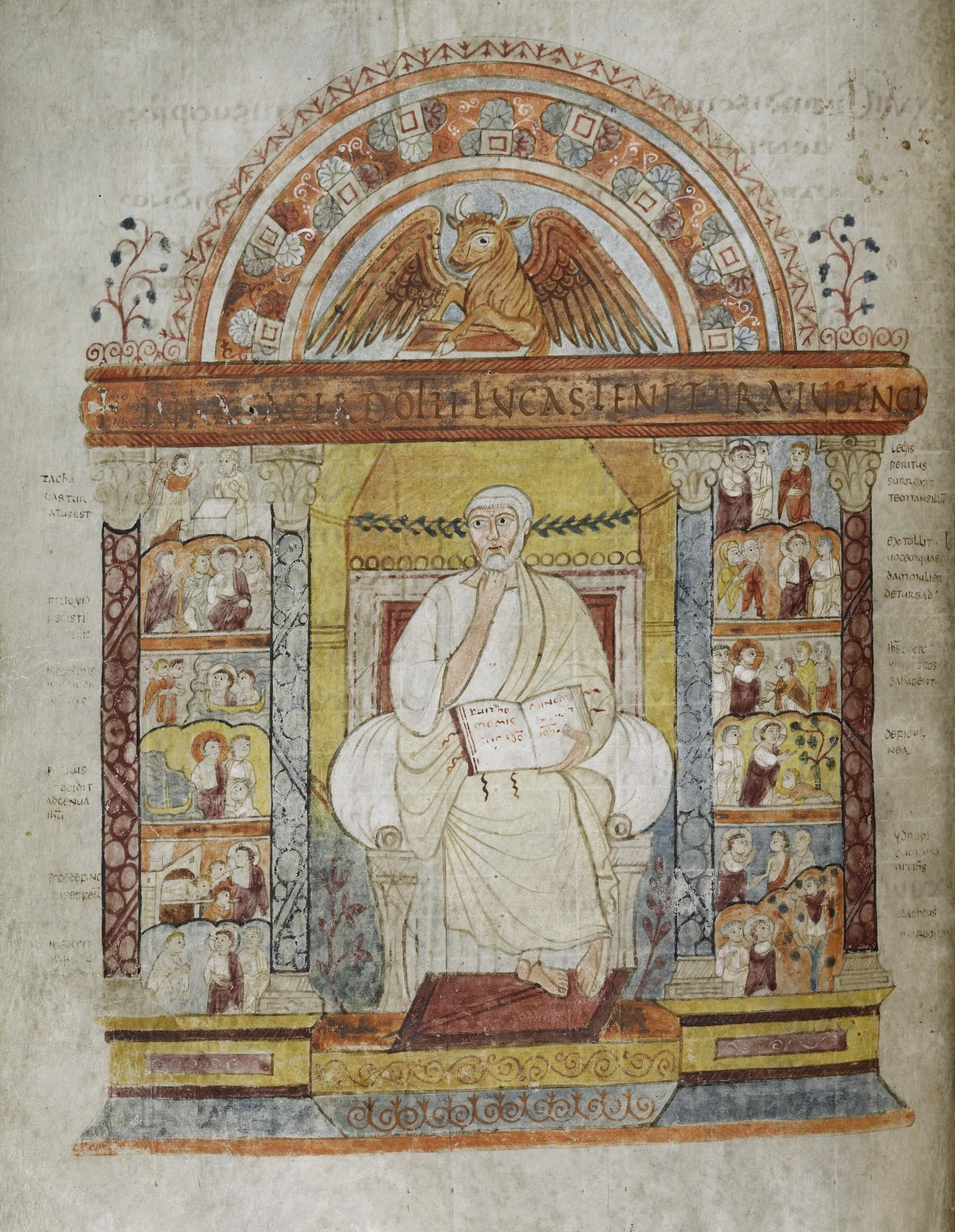
Иллюминированная миниатюра святого Луки под надписью «Лука имеет права священства из бычьих уст» из произведения Седулия «Пасхальная песнь». Евангелие святого Августина, Библиотека Паркера, конец VI века

Це́лий Седу́лий (лат. Coelius Sedulius, ирл. Siadhal, Shiel) (V век) — священник и поэт V века. Святой (день памяти — 12 февраля).
Святой Седулий известен как «христианский Вергилий» за свою поэму в пяти книгах «Carmen Paschale».

## Биография
Вероятно, был родом из Италии и творил во второй четверти V века, но предание приписывает ему ирландское происхождение. В то время, когда он жил в Ирландии, он мог быть учеником святого Айлбе (память 12 сентября). Он покинул Ирландию и основал школу поэзии в Афинах, доказав тем самым, что выдающиеся учёные были на Изумрудном острове ещё до святого Патрика.
При жизни Седулия его поэма «Carmen Paschale», так и не была опубликована. Как гласит надпись на сохранившемся манускрипте с «Пасхальной песней», консул и префект Рима Флавий Турций Руфий Апрониан Астерий на основании множества беспорядочных записей Седулия, выпустил манускрипт (возможно, в 494 году), вернув поэме изящество:

«hoc opus Sedulius inter chartulas dispersum reliquit, quod recollectum adunatumque ad omnem elegantiam divulgatum est a Turcio Rufio Asterio v.c., consule ordinario et patricio»— 
Постановление Первого Римского собора 494 года содержит фразу о «Пасхальных трудах почтенного человека по имени Седулий».